# Giselle

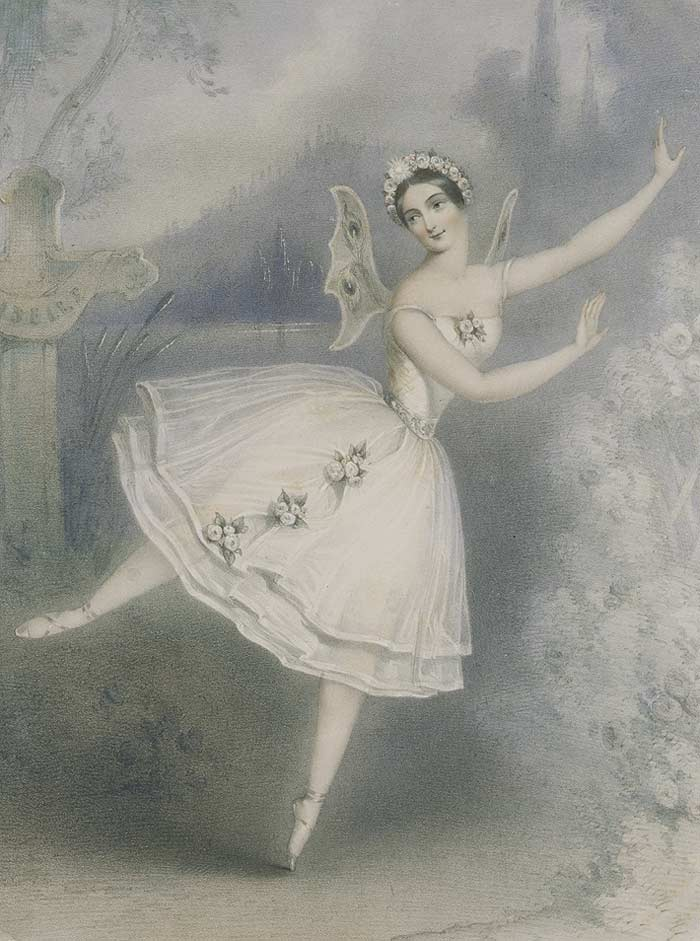
Carlotta Grisi im 2. Akt von Giselle, Paris 1841

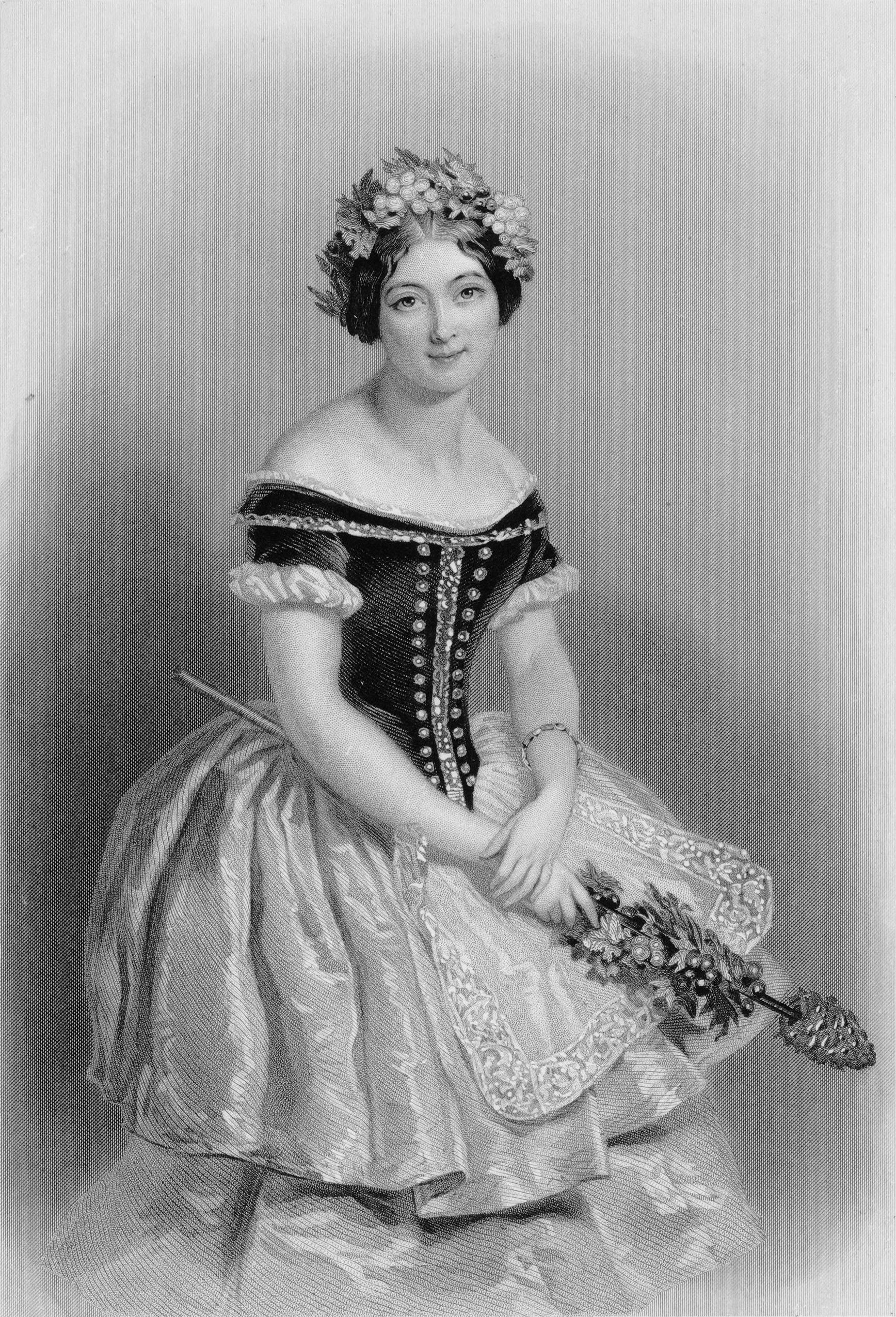
Carlotta Grisi im 1. Akt von Giselle (als Weinkönigin), 1842

Giselle ist ein Ballett in zwei Akten nach einem Libretto von Jules-Henri Vernoy de Saint-Georges und Théophile Gautier. Die ursprüngliche Choreografie schufen Jules Perrot und Jean Coralli zur Musik von Adolphe Adam. Einige zusätzliche Nummern wurden von Friedrich Burgmüller und für spätere Fassungen in Russland von Léon Minkus und Riccardo Drigo komponiert.
Die erste Giselle war Carlotta Grisi und der erste Albrecht Lucien Petipa, der Bruder von Marius Petipa.
Giselle ist eins der größten Meisterwerke des klassischen Balletts und eines der ganz wenigen aus der Epoche der frühen Romantik, die bis heute im Repertoire geblieben sind. Neben La Sylphide ist es auch eines der ersten Stücke, in dem die Ballerina (im 2. Akt) ein wadenlanges Tutu trägt.

## Aufführungsgeschichte

### Entstehung und frühe Geschichte
Das Libretto ist inspiriert durch die Sage der Wilis aus De l’Allemagne (1835) von Heinrich Heine. Die Wilis sind darin junge Frauen, die vor ihrer Hochzeit gestorben sind. Da jedoch die Tanzlust in ihren toten Herzen weiterschlägt, verlassen ihre Geister des Nachts ihre Gräber, um an Wegkreuzungen zu tanzen. Sollten sie dabei eines lebenden Mannes habhaft werden, tanzen sie so lange und wild mit ihm, bis dieser tot umfällt. Eine weitere Inspirationsquelle war Victor Hugos Gedicht Fantômes, wo ein junges Mädchen stirbt, nachdem sie enthusiastisch auf einem Ball getanzt hat.

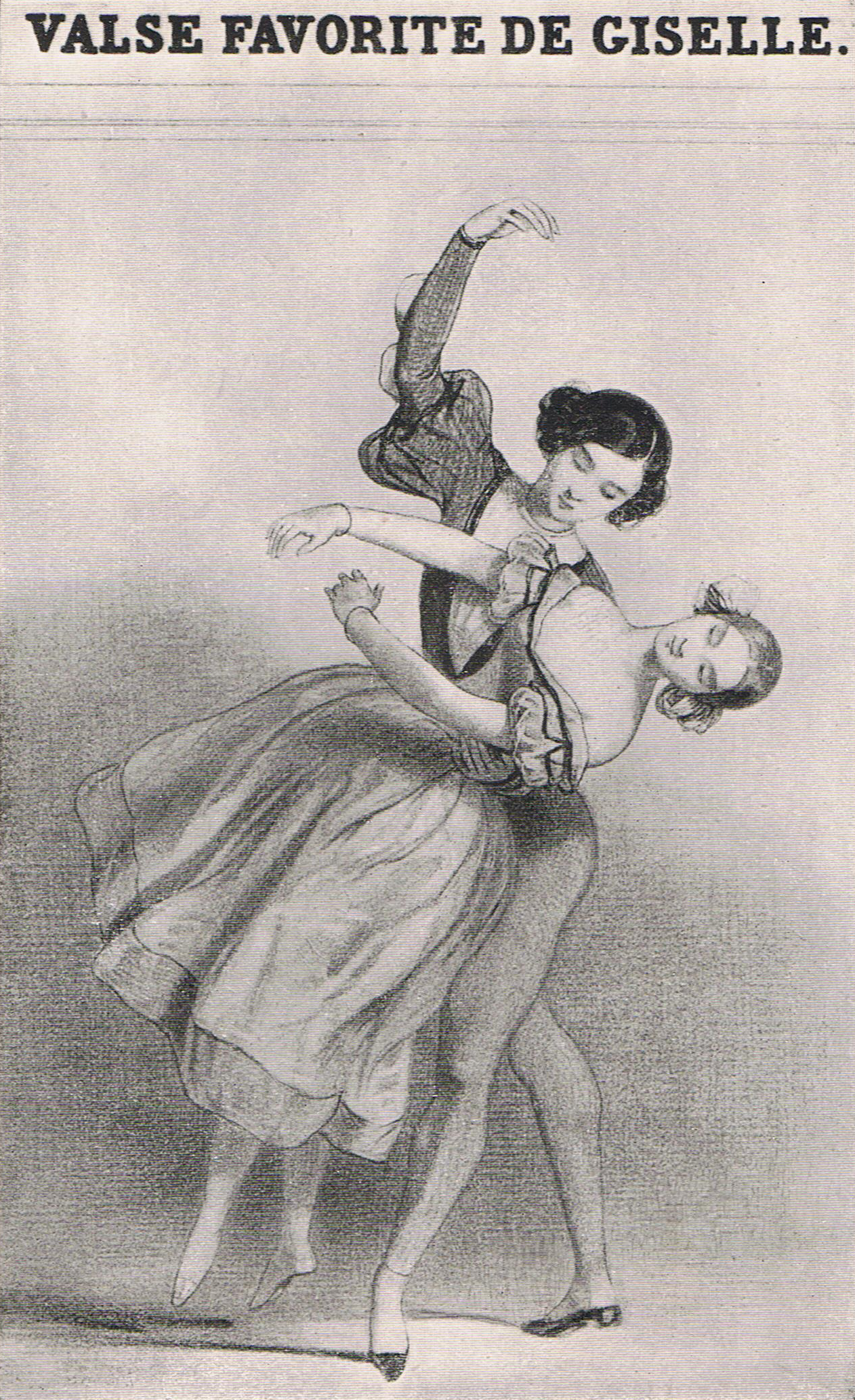
Carlotta Grisi und Lucien Petipa in Giselle, 1841

Das Ballett erlebte seine Uraufführung an der Pariser Oper am 28. Juni 1841. Jules Perrot hatte die Choreografie für die Titelrolle der Giselle für Carlotta Grisi entworfen, die zu dieser Zeit seine Lebensgefährtin war. Die Wahnsinnsszene am Ende des ersten Akts ist inspiriert von der zeitgenössischen italienischen Oper und erfordert bemerkenswerte pantomimische Fähigkeiten. Für die restlichen Gruppen- und Solotänze zeichnete Jean Coralli verantwortlich. Neben Grisi in der Titelrolle und Lucien Petipa als Albrecht tanzten Adèle Dumilâtre als Myrtha und (der Choreograf) Jean Coralli als Hilarion. Der heute berühmte Bauern-Pas de deux (oder Pas des paysans) im 1. Akt ist die einzige Passage, die nichts mit der eigentlichen Handlung zu tun hat. Er wurde ursprünglich für die Ballerina Nathalie Fitz-James und Auguste Mabille kreiert. Die Musik dazu stellte Coralli aus Friedrich Burgmüllers Souvenirs de Ratisbonne zusammen.
Die Uraufführung von Giselle unterschied sich von der heute bekannten Version in mancherlei Hinsicht. Der damalige Ballett-Stil war noch nicht so betont akrobatisch wie heute und Marie Taglionis erster Spitzentanz in La Sylphide lag erst wenige Jahre zurück. Außerdem enthielt das Stück wesentlich mehr pantomimische Teile, die später nach und nach durch Tanzschritte ersetzt wurden.
Das Ballett war sofort ein riesiger Erfolg und kam bereits neun Monate später, am 12. März 1842, in London am Her Majesty’s Theatre auf die Bühne, wiederum mit Carlotta Grisi als Giselle.
Etwa ein Jahr später, am 30. März 1843, und ebenfalls in London trat Fanny Elßler zum ersten Mal in der Titelrolle auf, deren Stärke jedoch mehr im 1. Akt lag, weniger in dem ätherischen Spitzentanz des 2. Aktes. Marius Petipa, der für die Überlieferung des Ballettes eine wichtige Rolle spielen sollte, tanzte die Rolle des Albrecht bereits 1843 in Bordeaux und 1844 in Madrid.
Das Ballett blieb in Paris bis 1868 im Repertoire.

### Giselle in Russland
Giselle kam auch früh nach Sankt Petersburg. Die dortige Premiere war bereits am 30. Dezember (nach julianischem Kalender: 18. Dezember) 1842, in einer Einstudierung des dortigen Ballettmeisters Antoine Titus und mit der Primaballerina Elena Andreyanova in der Titelrolle.

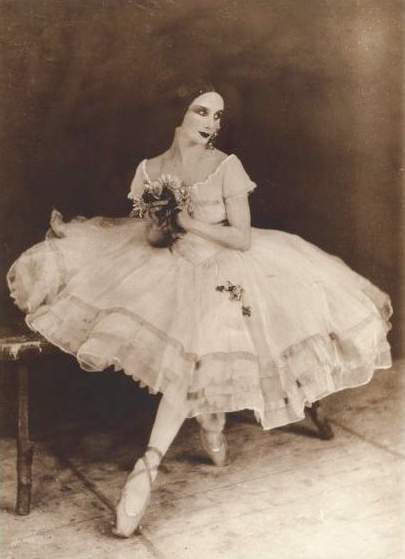
Anna Pawlowa als Giselle (1. Akt), 1920er Jahre

Jules Perrot, einer der Schöpfer von Giselle, kam Ende der 1840er Jahre nach Russland und brachte am 20. Oktober (nach julianischem Kalender: 8. Oktober) 1850 am Sankt Petersburger Bolshoi Kamenny Theater eine überarbeitete Fassung des Ballettes heraus, in der wiederum Carlotta Grisi tanzte, die sich gerade auf Tournée in Russland befand. Marius Petipa tanzte dabei den Albrecht und assistierte Perrot bei der neuen Choreografie.
Entscheidend für die weitere Entwicklung und Überlieferung des Ballettes sollten Petipas spätere Revisionen von Giselle werden. Für die erste im Jahre 1884 komponierte Ludwig Minkus einen neuen Pas de deux im 1. Akt mit der Primaballerina Maria Gorshenkova und Pavel Gerdt als Albrecht. Dieser Pas de deux wurde jedoch nicht dauerhaft in das Ballett übernommen, wird aber heute manchmal bei Galas getanzt. Petipa brachte das Ballett außerdem 1887 mit den italienischen Startänzern Emma Bessone und Enrico Cecchetti in den Hauptrollen heraus, 1889 mit Elena Cornalba und 1899 mit Henrietta Grimaldi. In Petipas letzter Fassung, die ihre Premiere am 13. Mai (O.S. 30. April) 1903 hatte, tanzte Anna Pawlowa die Giselle, die eine ihrer Lieblingsrollen wurde. Nikolai Legat interpretierte dabei den Albrecht.
Zu den wichtigsten Überarbeitungen von Petipa gehört der choreografische Ausbau des Grand Pas des Wilis im 2. Akt, der bereits 1899 in der Stepanov-Methode aufgezeichnet wurde (der 1. Akt erst 1903); diese Dokumente befinden sich heute in der Sergeyev Collection der Harvard University. Die Pariser Version des Ballettes wurde bereits in den 1860er Jahren von Henri Justamant notiert und ist ebenfalls erhalten.

### 20. Jahrhundert
Die meisten der späteren klassischen Interpretationen beruhen auf Petipas letzter Petersburger Revision, für die er unter anderem das ganze Corps de ballet der Wilis auf Spitze tanzen ließ.

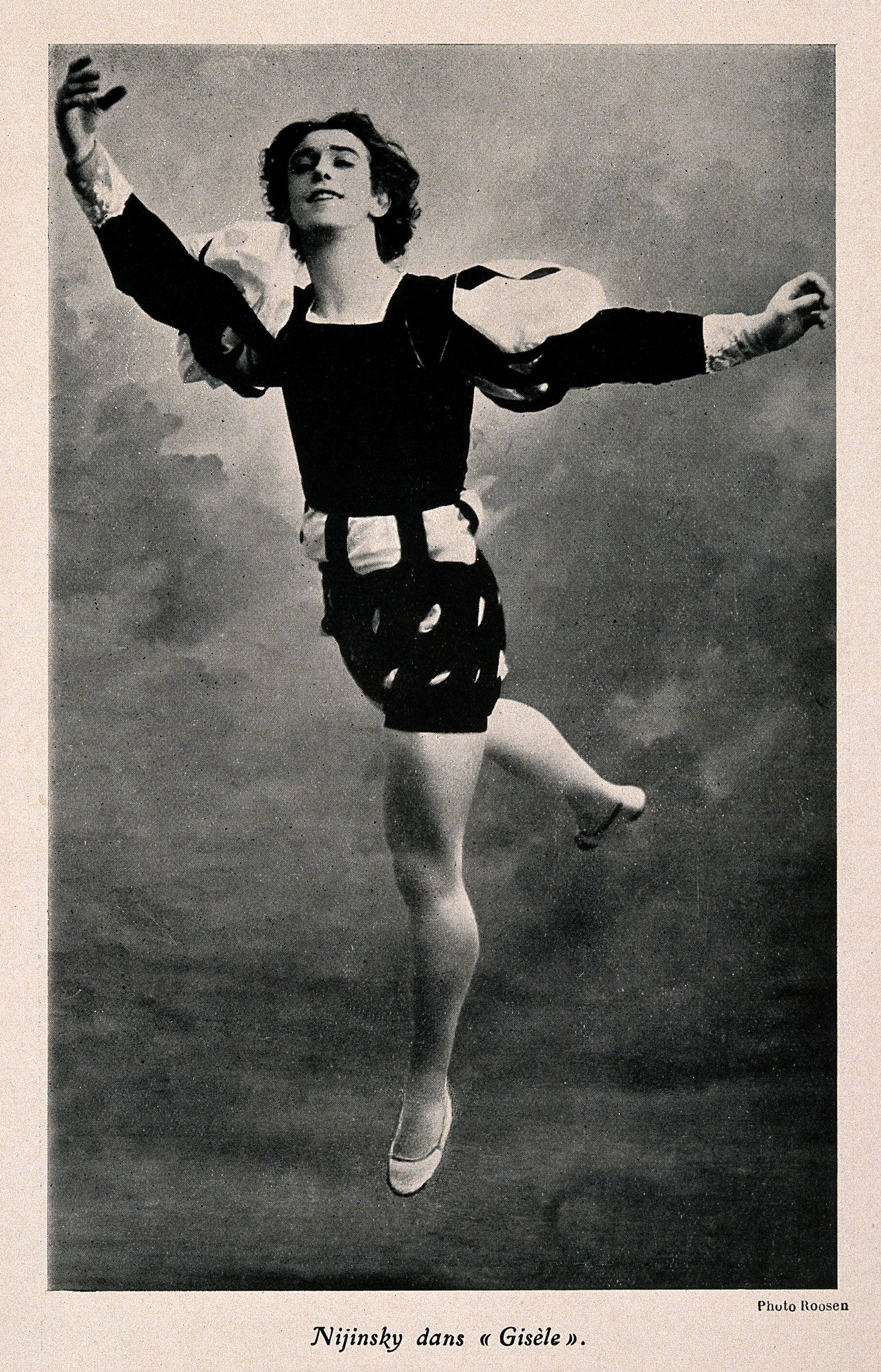
Vaslav Nijinsky als Albrecht in Giselle, Ballets Russes, 1910

Nach langer Vergessenheit in Westeuropa brachten Sergei Djagilews Ballets Russes 1910 Giselle in Paris auf die Bühne zurück. Seither gehört es zum Standardrepertoire fast aller bedeutenden Ballettkompanien.
Bis heute ist die Giselle eine der begehrtesten Rollen für klassische Ballerinen. Neben der Erstinterpretation durch Carlotta Grisi haben vor allem die Interpretationen von Olga Spessivtseva, Alicia Markowa, Galina Ulanowa, und Eva Evdokimova Ballettgeschichte geschrieben. Andere bekannte Interpretinnen sind Anna Pawlowna Pawlowa, Tamara Karsavina, Alicia Alonso, Natalia Makarowa, Gelsey Kirkland, Carla Fracci, Alessandra Ferri und Alina Somova.
Bekannte Neudeutungen des Stoffes stammen von Mats Ek (Cullberg Ballett, 1982), Arthur Mitchell (Dance Theatre of Harlem, 1984), Marcia Haydée (Stuttgarter Ballett, 1989), Stephan Thoss (Kiel, 1999) und David Dawson (Semperoper Ballett, 2008).
Für das Bolschoi-Ballett erarbeitete Alexei Ratmansky nach gründlichem Quellenstudium der erhaltenen Originaldokumente von Justamant und Petipa/Stepanov eine bereinigte Fassung, die 2019 zum ersten Mal über die Bühne lief und auch gefilmt wurde. Unter anderem war in dieser Version nach langer Zeit zum ersten Mal im 2. Akt wieder die Fugue des Wilis (Fuge für die Wilis) aus Adams Original-Partitur zu hören und zu sehen, so wie auch einige andere christlich-religiöse Anspielungen wieder eingefügt wurden, die schon lange aus dem Ballett verbannt worden waren (während der Soviet-Ära). Auch das Finale mit dem Erscheinen von Bathilde wurde von Ratmansky wiedereingesetzt.

## Personen
- Berthe, eine Winzerin
- Giselle, ihre Tochter
- Hilarion, ein Wildhüter

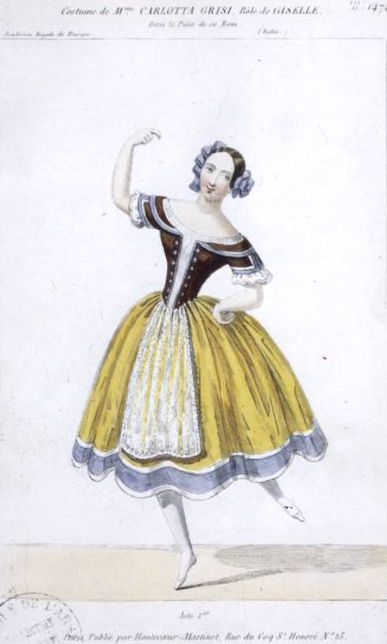
Kostüm für Carlotta Grisi als Giselle (1. Akt), Paris 1841

- Albrecht, ein junger Adliger, der sich als Bauer Loys ausgibt
- Wilfried, sein Diener
- Bathilde, Albrechts Verlobte
- Fürst der Pfalz, Bathildes Vater
- Myrtha, Königin der Wilis (über Heinrich Heine aus serbischen Volksliedern übernommene Fabelwesen)
- ein bäuerliches Paar (Bauern-pas-de-deux)
- zwei Wilis

Winzerinnen und Winzer, Giselles Freundinnen, Jagdgesellschaft des Fürsten, Wildhüter, Wilis

## Handlung
Zum Verständnis der Geschichte kann es vorteilhaft sein, zu wissen, dass bis weit ins 20. Jahrhundert hinein (nicht nur) unter Adligen arrangierte Ehen – und somit auch Verlöbnisse – aus dynastischen und/oder finanziellen Gründen üblich waren, Liebesheiraten dagegen waren sehr selten. Dies war dem Publikum des 19. Jahrhunderts natürlich bewusst. Obwohl es nirgendwo eindeutig gesagt wird, liegt es daher nahe anzunehmen, dass es sich bei dem Verlöbnis von Albrecht und Bathilde um eine arrangierte Verbindung handelt.

### 1. Akt: In einem Dorf
Giselle, ein liebenswertes Mädchen, lebt mit ihrer Mutter in einem kleinen Dorf. Der örtliche Förster Hilarion ist in sie verliebt, aber sie erwidert seine Gefühle nicht.
Auch Prinz Albrecht, der bereits mit der adligen Bathilde verlobt ist, liebt Giselle. Er verkleidet sich als Bauer und versteckt sein Schwert (Zeichen seines Adels) in einem Schuppen, um mit Giselle zusammen sein und um sie werben zu können.

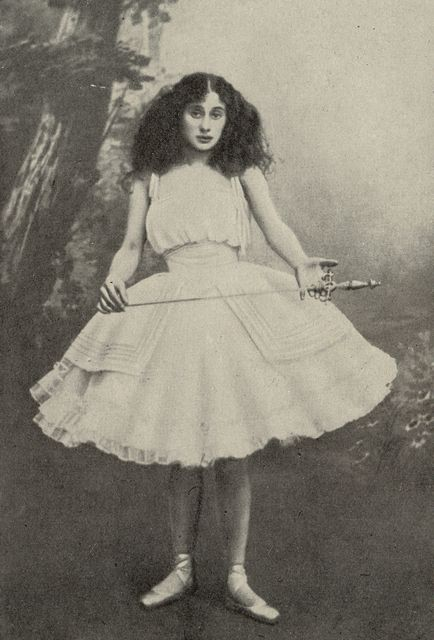
Anna Pawlowa in der Wahnsinnsszene der Giselle (1. Akt), Mariinski-Theater, St. Petersburg, 1903

Hilarion beobachtet eifersüchtig, wie sich Giselle verliebt, und glaubt, dass sie mit Albrecht verlobt ist.
Als einige Dorfmädchen kommen, tanzt Giselle mit ihnen, aber Giselles Mutter versucht sie davon abzuhalten, weil sie fürchtet, dass ihre Tochter sterben und eine jener Wilis werden könnte, die zwischen Mitternacht und Sonnenaufgang junge Männer in ihr Verderben führen.
Eine adlige Jagdgesellschaft kommt vorbei, zu denen auch Bathilde (Albrechts offizielle Verlobte) und ihr Vater gehören. Albrecht zieht sich zurück, um nicht erkannt zu werden. Bathilde freundet sich mit Giselle an und schenkt ihr eine Kette. Um sich auszuruhen, kehrt die Prinzessin bei Giselles Mutter ein. Die Jäger ziehen weiter.
Unterdessen beginnt ein Dorffest und die Winzer küren Giselle zu ihrer Weinkönigin. Die glückliche Giselle und Albrecht tanzen.
Inzwischen hat der eifersüchtige Hilarion Albrechts Schwert und dessen wahre Identität entdeckt. Auf dem Höhepunkt des Festes macht er eine Szene und lässt Albrechts Verkleidung auffliegen. Dieser versucht zuerst zu leugnen und die schockierte Giselle zu beruhigen, aber der Förster ruft Bathilde, ihren Vater und die Jäger herbei und Albrecht kann seine wahre Identität und seine Beziehung mit Bathilde nicht mehr verbergen. Giselle verfällt in völlige Verzweiflung, verliert den Verstand (Wahnsinnsszene) und bricht schließlich tot zusammen. (Traditionell stirbt sie an gebrochenem Herzen, in einigen Versionen aus dem 20. Jahrhundert stürzt sie sich in Albrechts Schwert.)

### 2. Akt: Auf einer Lichtung
Der schuldbewusste Hilarion besucht Giselles Grab im Wald. Als es auf Mitternacht zugeht und unheimlich wird, entfernt er sich.
Die Wilis und ihre Königin Myrtha erscheinen, um Giselle in ihre Reihen aufzunehmen. (Grand Pas des Wilis)
Albrecht tritt auf, gramgebeugt von Schuld und Reue. Als er eine Vision von Giselles Geist hat, folgt er ihr in den Wald.
Zur selben Zeit entdeckt Myrtha Hilarion und tanzt mit ihren Wilis mit ihm, bis er vor Erschöpfung stirbt.
Als Myrtha kurz danach Albrecht findet, will sie auch ihn zwingen, mit den Wilis zu tanzen, aber Giselle bittet darum ihn zu verschonen. Myrtha lehnt ab, aber Albrecht wird durch die Liebe Giselles geschützt und ist gerettet, als die Wilis im Morgengrauen ihre Macht verlieren und sich zurückziehen müssen. Giselle vergibt ihm und löst sich im Morgengrauen in Nebel auf.
- Ende, Version 1: Albrecht bricht am Grab Giselles zusammen.
- Ende, Version 2: Giselle bittet Albrecht vor ihrem endgültigen Verschwinden, Bathilde zu heiraten, und diese erscheint auf der Lichtung (historisch originale Version des 19. Jahrhunderts; heute selten realisiert).[1]
- Ende, Version 3: Albrecht verlässt lebend, aber allein die Lichtung.

### Interpretation der Figuren
Der Charakter der beteiligten Hauptpersonen wurde und wird in verschiedenen Versionen ganz unterschiedlich dargestellt. Im historischen Original und im 19. Jahrhundert ist Albrecht/Loys sympathisch und wirklich in Giselle verliebt; auch Bathilde, seine Verlobte, ist eine freundliche Dame, die Sympathie für Giselle empfindet. Nach der russischen Revolution dagegen wurden diese beiden aristokratischen Figuren aus ideologischen Gründen zu selbstsüchtigen, hochmütigen, unedlen Charakteren umgedeutet, während man versuchte, den eifersüchtigen und zerstörerischen Hilarion als edle Figur aus dem Volke darzustellen. Auch im Westen wurde diese Umdeutung teilweise übernommen, obwohl sie den Gesamtverlauf der Handlung ziemlich unlogisch erscheinen lässt.

## Berühmte Passagen

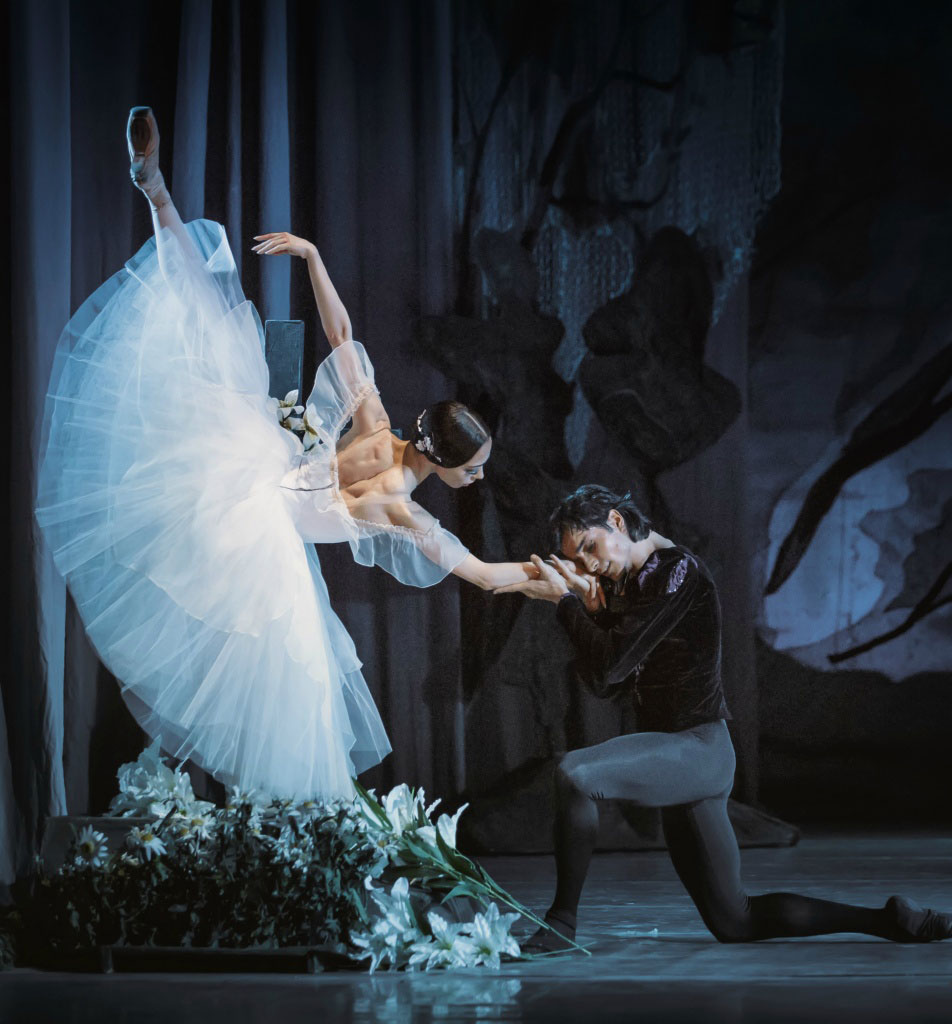
Ekaterina Kukhar und Alexander Stoyanov in Giselle, 2017

Einige Teile des Werkes sind besonders bekannt und werden unabhängig vom Stückzusammenhang in Ballettabenden oder im Rahmen von Wettbewerben präsentiert:
- Giselles Solo aus dem 1. Akt

Immer wieder Anlass für spontanen Applaus sind die 12 Takte, während denen die Solistin über die gesamte Bühnendiagonale auf dem gleichen Bein hüpft (temps levés sur pointe). Die Musik zum Pas seul wurde erst später eingefügt und stammt aus Riccardo Drigos Fiametta von 1887 (nicht von Minkus, wie häufig vermutet).
- der Bauern-Pas-de-deux aus dem 1. Akt

Besonders virtuos sind hier die zahlreichen battierten Sprünge in den Variationen der Tänzer.
- der Grand Pas de deux der Giselle und des Albrecht aus dem 2. Akt

Um den Kampf um Albrechts Leben tänzerisch darzustellen, wurden im Laufe der Werkgeschichte immer virtuosere Sprungfolgen in Variationen und Coda eingebaut. So werden vom Tänzer 30 entrechats six gefordert, ein Kunststück, das in den wenigsten Fällen gelingt.

## Verfilmungen und Dokumentationen
- 1963: Giselle – Regie: Enrique Pineda Barnet[6]

- 1970: Giselle – Regie: Hugo Niebeling mit Carla Fracci und Erik Bruhn[7]
- 1973 Gisela Wygman – Regie: Walter Bockmayer mit Walter Bockmayer, Rolf Bührmann u. a.

Außerdem bildet es den Rahmen zu den Filmen Das Leben, ein Pfeifen (La vida es silbar) von Fernando Pérez sowie Moskau, meine Liebe von Alexander Mitta. Einzelne Szenen des Balletts sind in der französischen Fernsehserie Die verbotene Tür (1966) zu sehen.
Die vierte Folge des Animes Princess Tutu basiert auch auf Giselle, wobei die meiste Musik der Folge aus Musikstücken aus dem Ballett besteht.
In dem britischen Dokumentarfilm Bolschoi-Ballett aus dem Jahr 1957 – entstanden während des Londoner Gastspiels des russischen Balletts – nehmen Szenen aus Giselle den größten Rahmen ein. 1982 wurde die Dokumentation A Portrait of Giselle veröffentlicht.

## Aufnahmen

### CD (Auswahl)
- Adolphe Adam: Giselle, mit dem Orchestre national de l'Opéra de Monte-Carlo, Richard Bonynge, 1967 (Decca; 2 CDs) (Gesamteinspielung mit der Fugue des Wilis und dem Erscheinen von Bathilde im Finale des 2. Aktes, die heute fast immer gestrichen werden).
- Adolphe Adam: Giselle (+ Fr. Burgmüller: Pas des paysans), mit dem Orchestra of the Royal Opera House, Covent Garden, Richard Bonynge, 1986 (Decca; 2 CDs) (Gesamteinspielung in Original-Orchestrierung, mit der Fugue des Wilis und dem Erscheinen von Bathilde im Finale des 2. Aktes).

### Videos (Auswahl)
- Adolphe Adam: Giselle (Choreografie von David Blair nach Coralli und Perrot), mit Carla Fracci (Giselle), Erik Bruhn (Albrecht), Tony Lander (Myrtha), u. a. American Ballet Theatre, Orchester der Deutschen Oper Berlin, Dir.: John Lanchbery (Deutsche Grammophon/Unitel; DVD)
- Adolphe Adam: Giselle (Choreografie von Yuri Grigorovich nach Petipa/Perrot/Coralli), mit Svetlana Lunkina (Giselle), Dmitri Gudanov (Albrecht), Maria Allash (Myrtha) u. a., The Bolshoi Ballett, The Bolshoi Theatre Orchestra, Dir.: Pavel Klinichev, 2012 (?) (Belair/Pathé)
- Adolphe Adam: Giselle (Choreografie von Peter Wright nach Petipa/Perrot/Coralli), mit Natalia Osipova (Giselle), Carlos Acosta (Albrecht), Hikaru Kobayashi (Myrtha) u. a., Orchestra of the Royal Opera House, Dir.: Boris Gruzin, 2014 (Opus Arte; DVD)
- Adolphe Adam: Giselle (Choreografie von Peter Wright nach Petipa/Perrot/Coralli), mit Marianela Nuñez (Giselle), Vadim Muntagirov (Albrecht), Itziar Mendizabal (Myrtha) u. a., Orchestra of the Royal Opera House, Dir.: Barry Wordsworth, 2016 (Opus Arte; DVD)